# Orangy Jiménez
Orangy Jiménez (* 15. September 2001) ist eine venezolanische Leichtathletin, die sich auf den Sprint spezialisiert hat.

## Sportliche Laufbahn
Erste Erfahrungen bei internationalen Meisterschaften sammelte Orangy Jiménez im Jahr 2017, als sie bei den U18-Weltmeisterschaften in Nairobi mit 24,59 s im Halbfinale im 200-Meter-Lauf ausschied. Im Jahr darauf gewann sie bei den U18-Südamerikameisterschaften in Cuenca mit 12,06 s die Bronzemedaille im 100-Meter-Lauf und anschließend gelangte sie bei den Olympischen Jugendspielen in Buenos Aires auf Rang 13. 2021 belegte sie bei den U23-Südamerikameisterschaften in Guayaquil in 12,00 s den achten Platz über 100 Meter und kam im Vorlauf über 200 Meter nicht ins Ziel. Im Dezember schied sie bei den erstmals ausgetragenen Panamerikanischen Juniorenspielen in Cali mit 11,80 s in der Vorrunde über 100 Meter aus und wurde mit der venezolanischen 4-mal-400-Meter-Staffel disqualifiziert. Im Jahr darauf gewann sie bei den Juegos Bolivarianos in Valledupar in 23,45 s die Bronzemedaille über 200 Meter hinter der Kolumbianerin Shary Vallecilla und im Oktober sicherte sie sich bei den U23-Südamerikameisterschaften in Cascavel in 23,27 s die Bronzemedaille hinter der Ecuadorianerin Anahí Suárez. Kurz darauf gewann sie auch bei den Südamerikaspielen in Asunción in 23,33 s die Silbermedaille hinter Suárez und wurde in der Mixed-Staffel über 4-mal 400 Meter in 3:22,91 min Vierte.
2023 belegte sie bei den Zentralamerika- und Karibikspielen in San Salvador in 23,11 s den vierten Platz über 200 Meter und gelangte mit 11,55 s auf Rang fünf über 100 Meter. Im Jahr darauf schied sie bei den Ibero-Amerikanischen Meisterschaften in Cuiabá mit 11,59 s im Vorlauf über 100 Meter aus und belegte in 23,65 s den siebten Platz über 200 Meter.
In den Jahren 2022 und 2023 wurde Jiménez venezolanische Meisterin im 100- und 200-Meter-Lauf.

## Persönliche Bestzeiten
- 100 Meter: 11,50 s (+2,0 m/s), 27. April 2023 in Caracas
- 200 Meter: 23,06 s (−0,5 m/s), 28. April 2023 in Caracas